# Napoli - New York
Napoli - New York è un film del 2024 diretto da Gabriele Salvatores.

## Trama
Napoli, 1949. La deflagrazione di un ordigno bellico rimasto inesploso provoca il crollo di una palazzina e la morte di numerose persone. Celestina Scognamiglio è una ragazzina di dieci anni che ha perso i genitori durante i bombardamenti e nell'incidente si trova a perdere anche la zia Amelia, rimanendo senza famiglia: l'unica parente ancora in vita è la sorella Agnese, che però si è trasferita a New York con un americano che ha promesso di sposarla. Celestina è amica di Carmine, dodicenne anche lui orfano che vive alla giornata nei quartieri più poveri della città e raccoglie spiccioli mettendo in atto qualche sotterfugio e barando a mazzetti con l'aiuto di Celestina, che gli passa le carte migliori da sotto il tavolo.
I due fanno la conoscenza di George, cuoco afroamericano che lavora sul transatlantico statunitense Victory, in sosta nel porto e pronto a salpare proprio per New York quella stessa sera. L'uomo vuole monetizzare vendendo un cucciolo di giaguaro di proprietà del comandante della nave, così chiede aiuto ai due ragazzini promettendogli una piccola fetta dell'eventuale guadagno, e loro riescono a fargli cedere l'animale al mercato nero. George, però, dopo la vendita, non sta ai patti e torna subito sulla nave; Carmine non si dà per vinto e lo rincorre con una piccola barca a remi, fino a raggiungere il natante pronto alla partenza. Celestina, anziché fare in modo che la piccola bagnarola non si allontani, segue l'amico a bordo; i due rimangono quindi sulla nave quando essa leva gli ormeggi, però non si fanno prendere dallo sconforto e decidono di approfittare della circostanza per raggiungere Agnese e cominciare una nuova vita. Nel frattempo il capitano sospetta la presenza di clandestini a bordo, quindi ordina al Commissario di bordo Domenico Garofalo di perlustrare la nave; Celestina e Carmine inizialmente riescono a nascondersi tra gli emigranti in terza classe, ma poco dopo vengono comunque scoperti sul ponte. Garofalo trova loro un giaciglio, ma è costretto dal capitano a consegnarli alla polizia appena arrivati in America. A bordo i due ragazzini ritrovano George, che è stato imprigionato poiché sospettato di aver venduto il giaguaro; Carmine testimonia a suo favore, quindi l'uomo viene liberato e i due diventano amici. Durante il tragitto, i due giovanissimi clandestini aiutano George con il lavoro in cucina e spennano i passeggeri più abbienti barando insieme a mazzetti.
Arrivati a New York, Garofalo riesce ad evitare che i due bambini siano denunciati minacciando di denunciare a sua volta l'alcolismo del capitano e George li aiuta a scendere dalla nave nascondendoli in una cassa piena di arance, in modo da evitare i controlli delle forze dell'ordine. Qui Celestina e Carmine devono provvedere a loro stessi mentre cercano Agnese, ma tra la folla finiscono per perdersi di vista; lui si ritrova a Little Italy e, sentendo parlare la sua lingua, chiede informazioni su Domenico e lo rintraccia per chiedergli aiuto. L'uomo, inizialmente riluttante, accetta e lo accoglie in casa, dove gli presenta la moglie Anna. Carmine e Domenico scoprono, contemporaneamente a Celestina, che Agnese è stata arrestata per omicidio e rischia la pena di morte: ha infatti ucciso l'uomo che le aveva promesso il matrimonio ma che in realtà si era rivelato già sposato e che era solito picchiare la moglie.
Domenico si reca dall'amico Joe Agrillo, giornalista, per riferirgli la vicenda di Agnese; Celestina invece si fa prendere dall'angoscia e tenta il suicidio buttandosi nella baia ma viene salvata da alcuni ragazzini e portata in ospedale. Carmine riabbraccia l'amica, mentre Agrillo racconta l'accaduto sul suo quotidiano, sensibilizzando la popolazione italiana a New York su cosa sta accadendo ad Agnese e favorendo in questo modo la campagna elettorale del candidato a sindaco della città del Partito Democratico, l'italo-americano Vincent Impellitteri, amico di Agrillo. Il piano ha successo: la storia delle due giovani napoletane diventa di dominio pubblico e si formano movimenti femministi a macchia d'olio, che chiedono a gran voce la grazia per l'imputata. Nel frattempo Domenico e Anna, che non hanno figli e vivono in una casa molto grande per loro due soli, pensano di adottare Carmine e Celestina e lo propongono ai due ragazzini, che hanno reazioni diverse: lei sarebbe favorevole, lui invece desidera aspettare di crearsi una sua famiglia e accetterebbe di vivere con Garofalo solo pagandogli l'affitto.
Durante il processo, mentre Agnese si dichiara fiera di quanto commesso, le manifestanti ne chiedono a gran voce la liberazione fuori dal tribunale. Alla fine Agnese evita la sentenza capitale e viene condannata a stare in galera solo due anni. Celestina vorrebbe quindi accettare la proposta di Garofalo, ma Carmine le dice che in tale modo lui non potrebbe mai, in futuro, sposare quella che così facendo diventerebbe sua sorella; la piccola quindi rimane confusa sulla decisione da prendere. Domenico propone infine a Carmine di giocarsi a mazzetti se optare per l'adozione ufficiale o limitarsi a stare a casa dei coniugi Garofalo in affitto. I due si preparano a giocare e Celestina porge all'amico una carta che lo farebbe vincere, ma il ragazzo è titubante; il film si chiude con Carmine e Domenico che si guardano negli occhi sorridendosi a vicenda, senza rivelare la scelta finale.

## Produzione

### Soggetto
Il soggetto è stato ritrovato dallo stesso Pinelli in un baule pieno di scartoffie. Salvatores ha spiegato: 
«Già solo il fatto di essere venuto in possesso di una storia scritta da Federico Fellini e Tullio Pinelli, di cui si sapeva poco o niente, mi è sembrato meraviglioso [...] Come fare a non lasciarsi coinvolgere? Una storia che risale alla fine degli anni Quaranta, ispirata a una storia vera, raccontata come una favola. E scritta in un momento di passaggio per il nostro Cinema: tra il neorealismo, la commedia all'italiana e i primi tentativi di un cinema più fantastico.»

### Riprese
Le riprese del film si sono svolte nei mesi estivi del 2023 a Napoli, Trieste e Fiume, oltre che negli studi romani di Cinecittà.

## Distribuzione
Il trailer del film è stato presentato in anteprima il 21 ottobre 2024, per poi debuttare in sala il 21 novembre.

## Accoglienza

### Incassi
Il film al box office è partito un po' a rilento ma il favorevole passaparola lo ha fatto successivamente ingranare. Ha incassato 5189577 €.

### Critica
Le recensioni del film si dividono perlopiù tra buone e ottime.

## Riconoscimenti
- 2025 – David di Donatello
  - Migliori effetti speciali visivi a Víctor Pérez
  - Premio David Giovani
  - Candidatura al miglior attore non protagonista a Pierfrancesco Favino
  - candidatura a Migliore sceneggiatura adattata a Gabriele Salvatores

- 2024[12] - Ciak d'oro
  - Candidatura migliore film drammatico
  - Candidatura migliore regista
  - Candidatura migliore attore protagonista a Pierfrancesco Favino